# 일죽도서관
일죽도서관은 경기도 안성시에 있는 공립 도서관이다.

## 연혁
- 2015년 10월 19일 개관.